# Archileone
Archileone o Sant'Archirione (IV secolo – V secolo) fu un monaco ed eremita di origine greca, venerato come santo.

## Agiografia
Si tratta di un antico asceta vissuto in Sicilia, definito con altri con l'appellativo di Greco, cioè orientale, designato col popolare appellativo di riverenza di "Calogeri" (buoni vecchi). Personaggio certamente storico legato all'esperienza monastica di Calogero di Sicilia, che con Onofrio e Filippo di Agira si adoperarono per evangelizzare l'isola, liberandola dai demòni. Archileone con Onofrio fu mandato a Paternò, dove visse i suoi ultimi anni di vita ritirato in una grotta. Archileone, con Calogero, Filippo e Onofrio sono parte del grande movimento monastico italo-greco, che ebbe un ruolo importante nella diffusione del cristianesimo nell'Italia Meridionale. Detto questo si comprende che il patrono di Sutera, Onofrio anacoreta, non può essere il socio di Archileone, ma semmai, si può dire che la latinizzazione dei culti nell'Italia meridionale ha portato a questa sovrapposizione di persone.

## Culto
Sant'Archileone è compatrono di Sutera, in provincia di Caltanissetta, assieme a San Paolino di Nola e Sant’Onofrio, e viene ricordato il 12 giugno. Dal 1498 le sue reliquie si trovano all’interno del Santuario diocesano di San Paolino.